# هيرتسمير (دائرة انتخابية في المملكة المتحدة)
هيرتسمير (بالإنجليزية: Hertsmere)‏ هي إحدى الدوائر الانتخابية في المملكة المتحدة الممثلة في مجلس العموم في برلمان المملكة المتحدة.
عضو البرلمان الذي يمثلها حالياً هو :Mr James Clappison (Con).